# Antona maculata
Antona maculata är en fjärilsart som beskrevs av Max Wilhelm Karl Draudt 1918. Antona maculata ingår i släktet Antona och familjen björnspinnare. Inga underarter finns listade i Catalogue of Life.